# Seznam představitelů Jižní Afriky
Toto je seznam nejvyšších představitelů Jihoafrické republiky od 31. května 1910, kdy získala Jihoafrická unie status dominia.

## Jihoafrická unie
| #                                                | Jméno (narozen–zemřel)                                           | Obrázek                                          | Vstoupil do úřadu                                | Opustil úřad                                     | Britský panovník                                 |                                                  |
| Generální guvernéři Jihoafrické unie (1910–1961) | Generální guvernéři Jihoafrické unie (1910–1961)                 | Generální guvernéři Jihoafrické unie (1910–1961) | Generální guvernéři Jihoafrické unie (1910–1961) | Generální guvernéři Jihoafrické unie (1910–1961) | Generální guvernéři Jihoafrické unie (1910–1961) | Generální guvernéři Jihoafrické unie (1910–1961) |
| ------------------------------------------------ | ---------------------------------------------------------------- | ------------------------------------------------ | ------------------------------------------------ | ------------------------------------------------ | ------------------------------------------------ | ------------------------------------------------ |
| 1.                                               | Herbert John Gladstone, vikomt Gladstone (1854–1930)             |                                                  | 31. květen 1910                                  | 8. září 1914                                     | Jiří V.                                          |                                                  |
| 2.                                               | Sydney Charles Buxton, vikomt Buxton z Newtimberu (1853–1934)    |                                                  | 8. září 1914                                     | 17. říjen 1920                                   | Jiří V.                                          |                                                  |
| 3.                                               | princ Arthur Frederick Patrick Albert of Connaught (1883–1938)   |                                                  | 17. říjen 1920                                   | 21. leden 1924                                   | Jiří V.                                          |                                                  |
| 4.                                               | Augustus Alexander George Cambridge, hrabě z Athlonu (1874–1957) |                                                  | 21. leden 1924                                   | 26. leden 1931                                   | Jiří V.                                          |                                                  |
| 5.                                               | George Herbert Villiers, 6. hrabě z Clarendonu (1877–1955)       |                                                  | 26. leden 1931                                   | 5. duben 1937                                    | Jiří V. Eduard VIII. Jiří VI.                    |                                                  |
| 6.                                               | Sir Patrick Duncan (1870–1943)                                   |                                                  | 5. duben 1937                                    | 17. červenec 1943                                | Jiří VI.                                         |                                                  |
| –                                                | Nicolaas Jacobus de Wet (1873–1960) úředník spravující vládu     |                                                  | 17. červenec 1943                                | 1. leden 1946                                    | Jiří VI.                                         |                                                  |
| 7.                                               | Gideon Brand van Zyl (1873–1956)                                 |                                                  | 1. leden 1946                                    | 1. leden 1951                                    | Jiří VI.                                         |                                                  |
| 8.                                               | Ernest George Jansen                                             |                                                  | 1. leden 1951                                    | 26. listopad 1959                                | Jiří VI. Alžběta II.                             |                                                  |
| –                                                | Lucas Cornelius Steyn (1903–1976) úředník spravující vládu       |                                                  | 26. listopad 1959                                | 11. prosinec 1959                                | Alžběta II.                                      |                                                  |
| 9.                                               | Charles Robberts Swart (1894–1982)                               |                                                  | 11. prosinec 1959                                | 30. duben 1961                                   | Alžběta II.                                      |                                                  |
| –                                                | Lucas Cornelius Steyn (1903–1976) úředník spravující vládu       |                                                  | 30. duben 1961                                   | 31. květen 1961                                  | Alžběta II.                                      |                                                  |

## Jihoafrická republika
| #                                                                                       | Jméno (narozen–zemřel)                                      | Obrázek                                                     | Vstoupil do úřadu                                           | Opustil úřad                                                | Zvolen                                                      | Politická strana                                            |
| Státní prezidenti, hlava státu (reprezentativní, 1961–1984)                             | Státní prezidenti, hlava státu (reprezentativní, 1961–1984) | Státní prezidenti, hlava státu (reprezentativní, 1961–1984) | Státní prezidenti, hlava státu (reprezentativní, 1961–1984) | Státní prezidenti, hlava státu (reprezentativní, 1961–1984) | Státní prezidenti, hlava státu (reprezentativní, 1961–1984) | Státní prezidenti, hlava státu (reprezentativní, 1961–1984) |
| --------------------------------------------------------------------------------------- | ----------------------------------------------------------- | ----------------------------------------------------------- | ----------------------------------------------------------- | ----------------------------------------------------------- | ----------------------------------------------------------- | ----------------------------------------------------------- |
| 1.                                                                                      | Charles Robberts Swart (1894–1982)                          |                                                             | 31. květen 1961                                             | 31. květen 1967                                             | —                                                           | Národní strana                                              |
| —                                                                                       | Theophilus Ebenhaezer Dönges (1898–1968)                    |                                                             | Zvolen, ale kvůli nemoci do úřadu nenastoupil.              | Zvolen, ale kvůli nemoci do úřadu nenastoupil.              | —                                                           | Národní strana                                              |
| —                                                                                       | Jozua François Naudé (1889–1969) (zastupující)              |                                                             | 1. červen 1967                                              | 10. duben 1968                                              | —                                                           | Národní strana                                              |
| 2.                                                                                      | Jacobus Johannes Fouché (1898–1980)                         |                                                             | 10. duben 1968                                              | 9. duben 1975                                               | —                                                           | Národní strana                                              |
| —                                                                                       | Johannes de Klerk (1903–1979) (zastupující)                 |                                                             | 9. duben 1975                                               | 19. duben 1975                                              | —                                                           | Národní strana                                              |
| 3.                                                                                      | Nicolaas Johannes Diederichs (1903–1978)                    |                                                             | 19. duben 1975                                              | 21. srpen 1978 (zemřel v úřadu)                             | —                                                           | Národní strana                                              |
| —                                                                                       | Marais Viljoen (1915–2007)                                  |                                                             | 21. srpen 1978                                              | 10. říjen 1978                                              | —                                                           | Národní strana                                              |
| 4.                                                                                      | Balthazar Johannes Vorster (1915–1983)                      |                                                             | 10. říjen 1978                                              | 4. červen 1979 (resignoval)                                 | —                                                           | Národní strana                                              |
| 5.                                                                                      | Marais Viljoen (1915–2007)                                  |                                                             | 19. červen 1979 V zastoupení od 4. června 1979              | 3. září 1984                                                | —                                                           | Národní strana                                              |
| Státní prezidenti jako hlavy státu a vlády (výkonná moc, 1984–1994)                     |                                                             |                                                             |                                                             |                                                             |                                                             |                                                             |
| 1.                                                                                      | Pieter Willem Botha (1916–2006)                             |                                                             | 14. září 1984 V zastoupení od 3. září 1984                  | 15. srpen 1989 (resignoval)                                 | 1987                                                        | Národní strana                                              |
| —                                                                                       | Chris Heunis (1927–2006) (zastupující)                      |                                                             | 19. leden 1989                                              | 15. březen 1989                                             | —                                                           | Národní strana                                              |
| 2.                                                                                      | Frederik Willem de Klerk (1936–2021)                        |                                                             | 20. září 1989 V zastoupení od 15. srpna 1989                | 10. květen 1994                                             | 1989                                                        | Národní strana                                              |
| Prezidenti Jihoafrické republiky v post-apartheidu (také s výkonnou mocí, od roku 1994) |                                                             |                                                             |                                                             |                                                             |                                                             |                                                             |
| 1.                                                                                      | Nelson Rolihlahla Mandela (1918–2013)                       |                                                             | 10. květen 1994                                             | 16. červen 1999                                             | 1994                                                        | Africký národní kongres                                     |
| 2.                                                                                      | Thabo Mvuyelwa Mbeki (1942–)                                |                                                             | 16. červen 1999                                             | 24. září 2008 (resignoval)                                  | 1999 2004                                                   | Africký národní kongres                                     |
| 3.                                                                                      | Kgalema Petrus Motlanthe (1949–)                            |                                                             | 25. září 2008                                               | 9. květen 2009                                              | —                                                           | Africký národní kongres                                     |
| 4.                                                                                      | Jacob Gedleyihlekisa Zuma (1942–)                           |                                                             | 9. květen 2009                                              | 14. únor 2018                                               | 2009 2014                                                   | Africký národní kongres                                     |
| 5.                                                                                      | Cyril Ramaphosa (1952–)                                     |                                                             | 14. únor 2018                                               | v úřadu                                                     | —                                                           | Africký národní kongres                                     |